# Gli Autogol
Gli Autogol sono un trio di youtuber, imitatori e conduttori radiofonici italiani, composto da Michele Negroni (Pavia, 21 aprile 1987), Alessandro Iraci (Pavia, 18 luglio 1987) e Alessandro Trolli, detto Rollo (Broni, 15 dicembre 1989).
Il trio lavora principalmente su YouTube facendo imitazioni e parodie sportive, mentre al di fuori del sito ha vari impegni in televisione, radio e teatri.

## Carriera
Michele Negroni e Alessandro Iraci si sono conosciuti a scuola: dopo il liceo, Michele ha deciso di iscriversi ad Ingegneria mentre Alessandro si è iscritto a scienze della comunicazione. Trolli, invece, è laureato in Economia.
Nel 2006 i tre decidono di fondare un gruppo comico-teatrale, con il quale organizzano alcuni spettacoli a Pavia, Borgo Ticino e Travacò Siccomario. Due anni dopo, nel 2008, approdarono a Radio Ticino Pavia, dove iniziarono a condurre una trasmissione comico sportiva, con imitazioni e parodie sul mondo del calcio. L'anno seguente aprono il loro canale YouTube, chiamato Gli Autogol, seguito da un canale secondario (Gli Autogol Extra), in cui pubblicano dei contenuti differenti rispetto al primo, soprattutto "chiamate" sketch con allenatori e calciatori (in quarantena anche chiamate vere).
Tra il 2009 ed il 2014 sono apparsi diverse volte in TV e radio nazionali, come ad esempio Sky e Radio Deejay, in cui hanno organizzato scherzi a persone famose nel mondo del calcio. Nel settembre del 2013 approdarono in pianta stabile in TV con il loro programma Flop Calcio, in onda sul canale Top Calcio 24.
Il loro programma radio, chiamato 105 Autogol, fu prodotto dal 2014 al 2020 e mandato in onda ogni fine settimana su Radio 105. Grazie ad esso si candidano al premio Cuffie d'Oro per due anni di fila (2014-2015). La collaborazione televisiva con La Gazzetta dello Sport nacque nel 2015, creando il programma Autogol News, in onda su Gazzetta TV.  Sempre nel 2015 diventano ospiti fissi al programma La Domenica Sportiva, in onda su Rai 2.
Dopo un anno la casa editrice Mondadori ha pubblicato il loro libro, intitolato Storia Buffa dello Sport, il quale raccoglie e implementa con diversi inediti le parodie riguardanti le narrazioni di Federico Buffa su personaggi sportivi, che hanno portato il trio al successo. Poco dopo, questo libro ha vinto il premio Leggio d'oro. Nello stesso anno Gli Autogol hanno vinto i Web Show Awards.
Nel maggio del 2017 pubblicano il loro primo singolo, Baila como El Papu, in collaborazione con Dj Matrix (e con la partecipazione, appunto, del Papu Gomez), che ha ottenuto il disco di platino e raggiunto circa 50 milioni di visualizzazioni su YouTube.
L'anno successivo, dopo la disfatta dell'Italia alle qualificazioni al campionato del mondo 2018, pubblicano L'inno dei non mondiali.
Nel novembre dello stesso anno, inoltre, hanno battuto il record del maggior numero di partite viste allo stadio in una singola giornata di Serie A (che equivale ad un weekend), assistendo a 7 partite, per mezzo del "calcio spezzatino", un meccanismo recente per cui le partite vengono giocate dal venerdì al lunedì.
Il 10 novembre 2020 pubblicano il loro secondo libro, Il Calcio (non) è una cosa seria.
Il 28 maggio 2021 pubblicano un nuovo singolo musicale, Coro azzurro, sempre in collaborazione con Dj Matrix e con la partecipazione dei cantanti Arisa e Ludwig, realizzato per sostenere la Nazionale italiana di calcio ai vittoriosi Europei del 2020.
Tra il 2023 e il 2026 sono impegnati in "Calcio spettacolo", spettacolo teatrale che li vede in tour in decine di città italiane .

## Programmi TV
- Flop Calcio (Top Calcio 24, 2013)
- 105 Autogol (dal 2014 al 2020)
- Autogol News (Gazzetta TV, 2015)
- Tiki Taka - Il calcio è il nostro gioco (Italia 1, 2015)
- La Domenica Sportiva (Rai 2, 2015)
- Notte Azzurra (Rai 1, 2021)
- PrimaFestival (Rai 1, 2023)
- TIM Summer Hits (Rai 2, 2023, Rai 1, dal 2024)

## Programmi radiofonici
- 105 Autogol (Radio 105, 2014-2020)
- L'invasione degli Autogol (Rai Radio 2, 2021-2024)
- Gli Autogol Super Show (RTL 102.5 e RTL 102.5 TV, 2024-2025)

## Discografia

### Singoli
- 2017 – Baila como El Papu
- 2018 – L'inno dei non mondiali (Formentera 2018)
- 2021 – Coro azzurro
- 2024 – Voglio tornare negli anni 2000

## Opere
- Gli Autogol, Storia buffa dello sport, Milano, Mondadori, 2016, ISBN 9788804661535
- Gli Autogol, Il calcio (non) è una cosa seria, Milano, Piemme, 2020, ISBN 9788856678208